# Carol Lambrino
Mircea Grigore Carol Hohenzollern (Bucareste, 8 de janeiro de 1920 – Londres, 27 de janeiro de 2006), também conhecido Mircea Grigore Carol da Romênia, de acordo com sua certidão de nascimento romena, ou Carol Lambrino, foi o filho mais velho do rei Carlos II da Romênia.

## Biografia

### Nascimento

Zizi com o filho Mircea

Nascido em Bucareste, Carol Lambrino era filho do príncipe herdeiro Carlos da Romênia e de sua primeira esposa, Zizi Lambrino. Na época de seu nascimento foi registrado com o nome Mircea Grigore Carol Lambrino. Ele foi nomeado por seu pai em homenagem a seu irmão mais novo, o príncipe Mircea da Romênia, que morreu em 1916. Seu avô, o rei Fernando, forçou a anulação do casamento de seus pais em janeiro de 1919 no Supremo Tribunal da Romênia e Carol nasceu fora do período de 300 dias permitido para permitir a legitimidade, em 8 de janeiro de 1920. A legalidade da anulação é questionada.
Após seu nascimento, Carol e sua mãe foram forçadas a deixar a Romênia e se estabeleceram em Paris. Durante sua juventude e seu reinado, inclusive durante sua ditadura pessoal (1938-1940), quando detinha o poder absoluto na Romênia, o rei Carlos II reconheceu seu primogênito Mircea Carol como príncipe em várias ocasiões. Uma dessas situações foi uma carta publicada na primeira página do diário romeno Epoca (17 de janeiro de 1920). Assinado pelo príncipe herdeiro Carlos, o documento é uma declaração na qual o futuro rei reconhecia a paternidade do bebê.

### Legitimação
Após a morte do seu pai, o ex-rei Carlos II, em Portugal, a 4 de abril de 1953, Carol reivindicou o direito de herdar alguns dos bens do seu pai nos termos da lei portuguesa. Para tanto, era necessário comprovar que era filho legítimo de seu pai.
Em 2 de abril de 1955, um tribunal português decidiu que Carol era o filho primogênito legítimo do rei Carol II e permitiu-lhe reivindicar o sobrenome Hohenzollern no lugar de Lambrino. Em 6 de março de 1957, a decisão portuguesa foi reconhecida na França por um Exequatur do Tribunal da Grande Instância de Paris. Isso permitiu a Carol direitos de herança sobre as propriedades francesas de seu pai. O meio-irmão mais novo de Carol, Miguel, recorreu desta decisão, que foi mantida pelo Tribunal de Cassação em 8 de janeiro de 1963.
Em outubro de 1995, um tribunal romeno decidiu que Carol era o filho legítimo do rei Carlos II. O seu meio-irmão, Miguel, também desta decisão, mas perdeu o caso num tribunal superior de recurso em 1999. Em março de 2002, o Supremo Tribunal da Roménia decidiu que deveria haver um novo julgamento e, em julho de 2002, um tribunal inferior decidiu novamente em favor de Carol. Miguel recorreu novamente e, em janeiro de 2003, perdeu o recurso.  Miguel recorreu novamente em dezembro de 2003.
Carol visitou Bucareste em novembro de 2005. Foi a primeira vez que ele foi à Romênia depois de ter assistido ao funeral de sua avó, a rainha Maria, em 1938.
Dois meses depois, Carol morreu em Londres. Ele foi enterrado na Romênia após um funeral realizado no Mosteiro de Cozia. Ele nunca reivindicou o trono extinto da Romênia, ao contrário de seu filho Paul.